# Poecilimon karakushi
Poecilimon karakushi är en insektsart som beskrevs av Ünal 2003. Poecilimon karakushi ingår i släktet Poecilimon och familjen vårtbitare. Inga underarter finns listade i Catalogue of Life.